# Lilia Schwarcz
Lilia Katri Moritz Schwarcz ( São Paulo, 27 décembre 1957) est une historienne et anthropologue brésilienne. Elle est titulaire d'un doctorat en anthropologie sociale de l' Université de São Paulo et est actuellement professeur à la Faculté de philosophie, lettres et sciences humaines de la même université. En 2010, elle reçoit la commanderie de l'Ordre national du mérite scientifique .
Elle est également la fondatrice de la société d'édition Companhia das Letras avec Luiz Schwarcz, avec qui elle est mariée,.